# Hans-Günther von Rost
Hans-Günther von Rost (Hannover, 15 novembre 1894 – Székesfehérvár, 23 marzo 1945) è stato un generale tedesco della Wehrmacht durante la seconda guerra mondiale.
Prese parte al primo ed al secondo conflitto mondiale e rimase ucciso nel corso dell'Operazione Frühlingserwachen in Ungheria, presso Székesfehérvár, il 23 marzo 1945, dove si trovava con la 44ª divisione granatieri che egli stesso comandava. Questo atto eroico gli valse postuma la concessione della croce di cavaliere dell'ordine della croce di ferro.